# Гари Хил
Гари Хил (енгл. Gary Hill; рођен 1951. године у Санта Моници у Калифорнији, САД)) је амерички видео умјетник. Живи и ради Сијетлу, Вашингтон. Студирао је вајарство и сликарство у Вудстоку у Њујорку. Од 1974. до 1976. године био је активни сарадник локалне заједнице Woodstock Community Video (WTC), радећи експерименталне видео-записе који истражују особине и могућности у то вријеме новог умјетничког медија.
Од 1975. до 1977. године, стварао је у Експерименталном телевизијском центру у Овегу, Њујорк. 1976. године упознао је пјесника Џорџа Кваша, који га је инспирисао за његове прве језичке експерименте у видеу. Први Хилови видео радови су истраживања на пољу синтетизоване слике, еколошких субјеката, и постминималистичких политичких ставова, од којих је истакнут примјер Hole in the Wall, из 1974. године.